# Зірки «Санкіста» в Палм-Спрінгс
«Зірки „Санкіста“ в Палм-Спрінгс» (англ. Sunkist Stars at Palm Springs) — американська короткометражка Роя Роуленда 1936 року.

## Сюжет
Переможці Національного танцювального шоу — по одній дівчині від кожного з штатів США — зустрічаються в Палм-Спрінгс. Палм-Спрінгс — пустеля з ігровим майданчиком для кінозірок, жінки знайомляться з багатьма зірками, що відпочивають у Палм-Спрінгс в той час.

## У ролях
- Едмунд Лоу — камео
- Дауні Сістерс — камео
- Лінд Хеєс — містер Майк
- Роберт Бенчлі — Боб Бенчлі
- Джекі Куген — камео
- Френкі Дарро — камео
- Дік Форан — камео
- Бетті Фернесс — камео
- Бетті Грейбл — камео
- Бастер Кітон — камео